# 无证之罪
《无证之罪》是2017年播出的一部中國大陸犯罪题材网络剧，由吕行执导，韩三平监制，秦昊、邓家佳、姚橹、代旭、王真儿、宁理等主演。改编自紫金陈“推理之王”系列同名小说。
本劇也是港台電視31《國劇午夜場》時段最後一次播放的電視劇。

## 劇情簡介
故事发生在繁华都市，凶案现场，罪犯“雪人”总是故意留下一枚指纹和一张字条——“请来抓我”，除此之外，没有丝毫破绽。面对如此高调的连环杀手，专案组成立四次又解散四次，毫无头绪，只能求助于略带痞气的警察严良（秦昊饰）。严良临时受命，解开谜团，挖掘真相。同时，将照顾哥哥朱福来（荆浩饰）为己任的朱慧如（邓家佳饰）、为救心爱姑娘而卷入漩涡中的郭羽（代旭饰）接连牵涉在其中，在接连的对峙中，求生的本能使人性不断放大。撕裂现实，用直击人性的鞭挞拷问现实生活中的每个人。

## 演员列表

### 主要演员
| 演员   | 角色   | 介绍 |
| 秦昊   | 严良   | 外号“阎王”，因故被降职为片警，案件发生后被领导重新启用。曾有過兩段失敗的婚姻。                           |
| 趙梓淇 | 東子   | 本名劉小東。嚴良前妻的兒子。高中生。擁有超強記憶力。                                                     |
| 姚橹   | 骆闻   | 法医高材生，多年前妻女失踪，凭借一枚找到的陌生指纹，一直苦苦寻找失踪妻女的下落。患有尿毒症，後因病身亡。 |
| 邓家佳 | 朱慧如 | 一名護士。与哥哥生活在一起，郭羽中学时代的恋人。                                                         |
| 荆浩   | 朱福来 | 朱慧如哥哥。經營砂鍋店。                                                                                 |
| 代旭   | 郭羽   | 金輝律师事务所实习生，朱慧如中学时代的恋人。                                                             |
| 林鹏   | 金輝   | 金主任，金輝律師事務所老闆，喜歡賭球。                                                                   |
| 趙暉   | 邵海   | 金輝律師事務所律師。                                                                                     |
| 王真儿 | 林奇   | 刑警队的警花，赵铁民的得力助手。                                                                         |
| 要武   | 赵铁民 | 刑警隊局長。                                                                                             |
| 李俊霆 | 小李   | 刑警隊刑警。                                                                                             |
| 劉戈濱 | 老宋   | 刑警隊刑警。                                                                                             |
| 宁理   | 李丰田 | 真正的雪人。一个性格孤僻的人，有時候幫老火收借款。                                                       |
| 王海軍 | 孫紅運 | 男，44歲，刑釋人員，貨運站老板。                                                                         |
| 張澍   | 李華   | 華姐，孫紅運的太太。                                                                                     |
| 程雍   | 老火   | 放高利貸的。                                                                                             |
| 袁满   | 张兵   | 老火手下，幫老火收借款的。                                                                               |
| 藍驍   | 老二   | 張兵手下。                                                                                               |
| 劉唯偉 | 大帥   | 張兵手下。                                                                                               |
| 李澤   | 黃毛   | 小混混，本名徐添丁。小卡拉一個，到處坑蒙拐騙。                                                           |
| 劉洋   | 金表   | 小混混，本名金康。有幾個部下。                                                                           |
| 郭海鵬 | 大頭   | |

## 电视节目的变迁
| 香港 港台电视31 國劇午夜場 星期一至五 23:00 - 00:00 | 香港 港台电视31 國劇午夜場 星期一至五 23:00 - 00:00 | 香港 港台电视31 國劇午夜場 星期一至五 23:00 - 00:00 |
| --------------------------------------------------- | --------------------------------------------------- | --------------------------------------------------- |
|                                                     | 無證之罪 （2022年3月1日 - 2022年3月16日）           |                                                     |
| 愛上特種兵 （2022年1月3日 - 2022年2月28日）         | 未有                                                |                                                     |